# Toyotsu (Fukuoka)
Toyotsu (jap. 豊津町, -machi) war eine Stadt im Miyako-gun in der japanischen Präfektur Fukuoka.

## Geschichte
In Toyotsu wurden Überreste aus der Altstein-, der Jōmon-, der Yayoi- und der Kofun-Zeit gefunden.
Da in Toyotsu Überreste von Gebäuden der Provinzverwaltung (Kokufu) und dem Provinztempel gefunden wurden, wird davon ausgegangen, dass es die Hauptstadt der Provinz Buzen war.
Nachdem Ogasawara Tadanobu, der Daimyō des Han (Lehen) Kokura, im Krieg mit dem Han Chōshū die Burg Kokura niederbrennen ließ, verlegte er 1866 den Lehenssitz erst nach Kawara und 1870 nach Toyotsu. Mit der Abschaffung der Han am 29. August 1871 wurde Toyotsu die Hauptstadt der kurzlebigen Präfektur Toyotsu, die bereits am 25. Dezember desselben Jahres in der Präfektur Kokura aufging.
1876 war Toyotsu ein Schlachtfeld des Akizuki-Aufstandes, einem von vielen Aufständen der kurz vorher abgeschafften Samurai-Kaste gegen die Regierung.
Am 10. April 1943 wurde das Mura Setsumaru (節丸村, -mura) in das Mura Toyotsu (豊津村, -mura) eingemeindet. Die Ernennung zur Machi erfolgte am 1. März 1955 mit der Eingemeindung von Teilen des Mura Haraigō (祓郷村, -mura).
Toyotsu schloss sich am 20. März 2006 mit Saigawa und Katsuyama zur neuen Machi Miyako zusammen.

## Verkehr
- Straße:
  - Nationalstraße 10, nach Kitakyūshū oder Kagoshima
  - Nationalstraße 496, nach Yukuhashi oder Hita
- Zug:
  - Heichiku Tagawa-Linie, nach Yukuhashi oder Tagawa

## Bildung
In Toyotsu befinden sich die Grundschulen Toyotsu, Setsumaru und Haraigō, die von der Stadt getragene Mittelschule Toyotsu, sowie die von der Präfektur getragene Ikutokukan-Mittel- und Oberschule, in der Mittel- und Oberschule zusammengefasst sind.

## Söhne und Töchter der Stadt
- Hayama Yoshiki (葉山 嘉樹, Schriftsteller)
- Sakai Toshihiko (堺 利彦, Sozialist, Denker, Schriftsteller)